# Балка Скалева
Балка Скалева — балка (річка) в Україні у Кропивницькому районі Кіровоградської області. Права притока річки Інгульця (басейн Дніпра).

## Опис
Довжина балки приблизно 5,21 км, найкоротша відстань між витоком і гирлом — 3,74  км, коефіцієнт звивистості річки — 1,39 . Формується декількома струмками та загатами.

## Розташування
Бере початок у села Долина. Тече переважно на північний схід і на південно-східній околиці села Дмитрівки впадає у річку Інгулець, праву притоку річки Дніпра.

## Цікаві факти
- У XX столітті на балці існували молочно-тваринні ферми (МТФ), газгольдери та декілька газових свердловин[2], а у XIX столітті — декілька вітряних млинів[1].